# 兀納失里
兀納失里（羅馬化：Guṇa s̀ri，13世纪?—13世纪?），明朝哈密国王。又作忽纳失里、纳忽失里、纳忽里。
他是察合台的后裔，亦里黑赤的曾孙，在元朝为威武西寧王（威武王）、肃王，又称哈梅里王（哈密王）。洪武十三年（1380年），开始向明朝纳贡，进献马匹。翌年，派回回阿老丁贡马。洪武二十三年（1390年），遣长史阿思兰沙、马黑木沙贡马，与别部仇杀。翌年春，遣使请在延安、绥德、平凉宁夏、以马互市、未果。于是与明朝失和，阻挡道路，邀杀西域贡使，明朝都督佥事刘真、宋晟来攻，哈密城为明所破，兀納失里携家属逃跑，其王子、诸王、国公、部属三千余人及辎重马匹被虏获。洪武二十五年（1392年）十二月，派遣回回哈只阿里等贡马，以向明朝谢罪，明朝建立哈密卫，兀納失里受明太祖赏赐。洪武后期兀納失里去世，弟弟安克帖木儿承袭忠顺王及肃王之位。